# Armistițiul de la Moudros

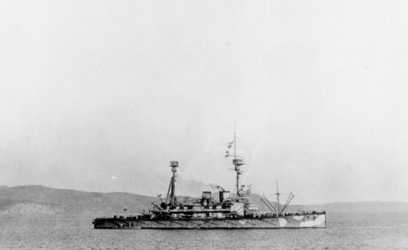
HMS Agamemnon în dreptul Moudrosului, în timpul Campaniei din Dardanelle, 1915

Armistițiul de la Moudros/Mudros/Mondros (în limba turcă: Mondros Ateșkes Anlașması) a fost semnat pe 30 octombrie 1918 și a pus capăt ostilităților de pe teatrul de război din Orientul Mijlociu dintre Imperiul Otoman și Aliații din primul război mondial. Armistițiul a fost semnat din partea otomană de ministrul marinei Rauf Bey și amiralul britanic Somerset Arthur Gough-Calthorpe, la bordul vasului militar britanic HMS Agamemnon, ancorat în portul Moudros al insulei grecești Lemnos. 
Prin semnarea acestui armistițiu, otomanii acceptau ca garnizoanele lor din afara Anatoliei să capituleze, permiteau aliaților să ocupe forturile care controlau strâmtorile Dardanele și Bosfor și, de asemenea, permiteau acestora să ocupe orice teritoriu „în caz de dezordine” care le-ar fi amenințat securitatea. Armata otomană a fost demobilizată, iar porturile, căile ferate și diferite alte puncte strategice au fost puse la dispoziție aliaților. În Caucaz, Turcia a fost obligată să se retragă pe frontierele antebelice. 
Armistițiul a fost urmat de ocuparea Constantinopolului și, mai apoi, de împărțirea Imperiului Otoman. Tratatul de la Sèvres (10 august 1920) a fost actul care a pus capăt în mod oficial războiului, dar prevederile acestui tratat de pace nu au putut să fie puse în practică datorită izbucnirii Războiului de Independență al Turciei. 